# Kees van der Hoef
Kees van der Hoef (Groningen, 3 januari 1935 – Groningen, 7 maart 2018) was een Nederlands schrijver, dichter, recensent, bloemlezer en zanger.

## Loopbaan
Van der Hoef startte als rock-'n-roll-muzikant in bandjes als Big Hill and The Rock Bombers en de Jan Hekert Experience. Via het tekstschrijven begon hij met het schrijven van zowel Nederlands- als Groningstalige poëzie. De literaire wereld had hij leren kennen in het artiestencafé van zijn vader, Chez Antoine aan de Turfsingel (nr 6).
Vanwege zijn kennis op het gebied van muziek werd hij muziek- en filmrecensent voor onder andere het Nieuwsblad van het Noorden. Hij stelde enkele bloemlezingen samen van met name Groninger dichters. Kees van der Hoef was bovendien meerdere jaren lid van de Groninger Dichtclub.
Toen in 1999 het Nieuwsblad een verkiezing uitschreef voor de Stadjer van de Eeuw, kwam Van der Hoef als negende en als hoogste nog levende Groninger uit de bus.

## Kees van der Hoef-prijs
Op zijn 73e verjaardag ontving Van der Hoef in 2008 de eerste Kees van der Hoef-prijs uit handen van de wethouder van cultuur Jaap Dijkstra. Hij ontving de prijs, die bestaat uit 250 euro plus een pond gerookte paling, voor 'zijn verdiensten voor de literatuur in Groningen, voor zijn rol als aanjager van nieuw talent en z'n complete oeuvre'. De prijs zou vanaf dan jaarlijks worden uitgereikt.

## Film
Op zijn tachtigste verjaardag werd door Buddy Hermans de een uur durende documentaire Kees gepresenteerd.

## Werk
- Javaanse Jongens en nog meer leed
- Groot Groninger Gedenkboek der Jaren 60
- Dodentoavel, opgenomen in het tijdschrift Krödde
- De omgevallen boekenkast en andere poëzie[3]
- Oh, moeder, wat was ik vroeger gelukkig
- Gouden jaren van de rock (1971-1973)
- Terugblik op Groningen (1974)
- Verdwenen plekjes
- En van je hela hola (1976)
- Groningen Pretstad, ± 1980
- In 1979 verzorgde Kees van der Hoef, die ook uitgever was, de uitgave van 'Mijn Kamp', waarin zijn vader Anton van der Hoef zijn oorlogservaringen beschreef